# Hachimiya Ahamada
Pour les articles homonymes, voir Ahamada.
Hachimiya Ahamada, née à Dunkerque en 1976 est une réalisatrice franco-comorienne, connue pour avoir réalisé plusieurs films (une dramatique et des courts métrages documentaires) sur la diaspora comorienne.

## Biographie
Née en 1976 à Dunkerque de parents comoriens, Hachimiya Ahamada tourna, adolescente encore, quelques courts métrages documentaires dans un studio de vidéo de sa ville natale, puis fit des études de mise en scène de cinéma à l’INSAS de Bruxelles, obtenant son diplôme en 2004. Sa courte dramatique La Résidence Ylang Ylang, tournée en 2008 dans les Comores et en langue comorienne, fut projetée par la suite dans plus de 35 festivals internationaux, dont notamment à la Semaine de la critique de l’édition 2008 du festival de Cannes. Le film remporta un prix au festival de cinéma Quintessence à Ouidah (édition 2009), au Festival francophone de Vaulx-en-Velin en 2009, au Festival du cinéma d'Afrique, d'Asie et d'Amérique latine de Milan en 2009, et au Festival du court métrage de Clermont-Ferrand, également en 2009.
Hachimiya Ahamada travaille en ce moment (2018) à son premier projet de long métrage, Maïssane ou le Cantique des astres,.

## Filmographie
- Feu leur rêve, court métrage documentaire, 2004.
- La Résidence Ylang Ylang, court métrage, 2008.
- L'Ivresse d'une oasis, documentaire, 2011.